# Sabine de Bethune
Sabine de Bethune (Leopoldville, 16 luglio 1958) è una politica e avvocata belga, membro dei Cristiano-Democratici e Fiamminghi. È stata Presidente del Senato dall'11 ottobre 2011 al 14 ottobre 2014.

## Biografia
La Baronessa Sabine de Bethune, è laureata in giurisprudenza presso la Katholieke Universiteit Leuven (KUL), ha praticato la professione di avvocato a Courtrai dal 1983 al 1988. Ha lavorato nell'ufficio del ministro Paul Deprez dal 1985 al 1987 e fino al 1995 per Miet Smet, Segretario di Stato federale per l'ambiente e l'emancipazione sociale, poi Ministro del Lavoro dal 1992 in poi.
Dal 21 maggio 1995 all'ottobre 2014, è senatrice eletta direttamente dal collegio elettorale olandese. È  stata successivamente vicepresidente del Senato dal 1999 al 2003, presidente del Gruppo CD&V dal 2003 al 2011 e presidente del Senato dall'ottobre 2011 all'ottobre 2014. Nelle elezioni regionali del 25 maggio 2014, diventa membro del Parlamento fiammingo, prima di essere nominata senatrice della comunità a partire dall'ottobre 2014.

## Famiglia
Sabine è figlia di Emmanuel de Bethune, che è stato sindaco di Marke e Courtrai.